# 한성크린텍
한성크린텍(Hansung Cleantech Co., Ltd.)은 대한민국의 기업이다. 본사는 서울특별시 강남구 강남대로 556 이투데이빌딩 6층에 위치해 있으며 대표이사는 박종운, 오태석, 정진학이다.

초순수 생산기술의 국산화를 진행하고 있다

## 참고문헌
1. ↑  최석철, 반도체 공정용 초순수 국산화…한성크린텍 "글로벌 환경기업 도약", 한국경제, 2024.01.16
2. ↑  이엔코퍼레이션, 한성크린텍 흡수합병, 한국경제, 2023.08.08
3. ↑  각자대표
4. ↑  한성크린텍, 일본 지포스재팬과 공동 기술개발·장치공급 협력 MOU, 이투데이, 2024-03-26